# Сирс, Ричард
Ричард (Дик) Сирс (англ. Richard Dudley "Dick" Sears, 16 октября 1861, Бостон — 8 апреля 1943, там же) — американский теннисист, один из пионеров этой игры в США. Победитель первого Открытого чемпионата США по теннису в одиночном разряде в 1881 году.
Ричард Сирс родился в одной из богатейших семей Бостона. Его старший брат Фред и двоюродный брат Джеймс Дуайт были одними из первых игроков в теннис в США, в середине 1870-х годов, а самый первый теннисный корт находился в Лонгвудском крикетном клубе принадлежащем его деду.
В 1880 году Сирс и Дуайт приняли участие в первом национальном чемпионате по теннису организованном Лонг-Айлендским клубом крикета и бейсбола. Сирс побеждал на Открытом чемпионате США в одиночном разряде семь раз подряд в 1881—1887 годах (рекорд, не побитый по сей день) и шесть раз подряд — в парном в 1882—1887 годах, пять из них в паре с Дуайтом. В 1884 году Сирс и Дуайт совершили путешествие в Англию, и приняли участие в Уимблдонском турнире. В одиночном разряде оба проиграли на ранних этапах, но в парном турнире они дошли до полуфинала, в котором уступили сильнейшим игрокам того времени — братьям-близнецам Реншоу. В 1888 году Сирс был вынужден оставить теннис из-за травмы.
Игра Сирса отличалась атакующим стилем, выходами к сетке и ударами с лёта.
После завершения выступлений в теннисе выиграл чемпионат США по реал-теннису в 1892 году. Был президентом Ассоциации тенниса Соединённых Штатов в 1887—1888 годах.
В 1891 году женился на Элеоноре М. Кохрейн, имел двух детей — сына Ричарда-младшего и дочь Мириам.
Избран в Международный зал теннисной славы в 1955 году.